# Ring 6
Der belgische Ring 6 ist eine Autobahn, die als Stadtautobahn um die Stadt Mechelen führt. Der derzeit fertiggestellte Abschnitt bildet den Nordring um die Stadt. Der R6 beginnt an der Ausfahrt 9 der A1 (Mechelen-Noord), wo er gemeinsam mit der N16 die Autobahn kreuzt, und endet nach ca. 9,4 km bei einem Kreisverkehr mit der N15 bei Putte. Der Ring verfügt von der Autobahn bis zum Mechelsesteenweg in Sint-Katelijne-Waver über 2 × 2 Fahrstreifen, danach ist sie in 1×1 als normale Landstraße ausgeführt. 
Seit 2009 werden die Bahnübergänge entlang dem R6 durch Überführungen ersetzt.